# Okara (Distrikt)
Der Distrikt Okara ist ein Verwaltungsdistrikt in Pakistan in der Provinz Punjab. Sitz der Distriktverwaltung ist die gleichnamige Stadt Okara.
Der Distrikt hat eine Fläche von 4377 km² und nach der Volkszählung von 2017 3.039.139 Einwohner. Die Bevölkerungsdichte beträgt 694 Einwohner/km². Im Distrikt wird zur Mehrheit die Sprache Panjabi gesprochen.

## Lage
Der Distrikt befindet sich im Nordosten der Provinz Punjab, die sich im Westen von Pakistan befindet und hat eine internationale Grenze mit Indien. 

## Verwaltungsgliederung
Der Distrikt ist administrativ in drei Tehsil unterteilt:
- Depalpur
- Okara
- Renala Khurd

## Demografie
Zwischen 1998 und 2017 wuchs die Bevölkerung um jährlich 1,63 %. Von der Bevölkerung leben ca. 27 % in städtischen Regionen und ca. 73 % in ländlichen Regionen. In 493.180 Haushalten leben 1.564.476 Männer, 1.474.495 Frauen und 168 Transgender, woraus sich ein Geschlechterverhältnis von 106,1 Männer pro 100 Frauen ergibt und damit einen für Pakistan häufigen Männerüberschuss. Die Alphabetisierungsrate in den Jahren 2014/15 bei der Bevölkerung über 10 Jahren liegt bei 55 % (Frauen: 47 %, Männer: 63 %) und liegt damit unter dem Durchschnitt der Provinz Punjab von 63 %.
| Jahr | Einwohnerzahl |
| ---- | ------------- |
| 1972 | 1.123.812     |
| 1981 | 1.487.261     |
| 1998 | 2.232.992     |
| 2017 | 3.039.139     |